# Ípil
Ípil es un municipio y la cabecera de la provincia de Zamboanga-Sibúguey en Filipinas. Según el censo de 2000, tiene 52,481 habitantes.

## Barangayes
Ipil se divide administrativamente en 28 barangayes.
| - Bacalan - Bangkerohan - Buluan - Caparan - Domandan - Don Andrés - Doña Josefa - Guituan - Ipil Heights - Labi - Logan - Tirso Babiera (Lower Ipil Heights) - Lower Taway - Lumbia | - Maasin - Magdaup - Makilas - Pangi - Población - Sanito - Suclema - Taway - Tenan - Tiayon - Timalang - Tomitom - Upper Pangi - Veteran’s Village (Ruiz) |

- Datos: Q131850
- Multimedia: Ipil, Zamboanga Sibugay / Q131850

1. ↑  Worldpostalcodes.org, código postal n.º 7001.